# Валери Димитров (каратист, р. 1981)
Шихан Валери Димитров е един от най-успешните български каратисти, двадесет и два (22) пъти европейски шампион по карате шинкиокушинкай и трикратен (3) световен шампион. Бранч шеф на Световната Карате Организация WKO-Shinkyokushinkai за клон централна България.
Занимава се с Карате Киокушин от 1995 г. Възпитаник е на Шихан Георги Попов. От 1997 г. се състезава за АСКК „Тракия“.
Носител на купа „Верея“ през 1999 г. и 2000 г., шампион на България през 2000 г., 2001 г., 2002 г., 2003 г., 2006 г. През 2000 г. печели и турнира „Супер гард“, както и приза за най-добър състезател на турнира.
Валери Димитров е трикратен шампион на световен шампионат в категории на WKO:
- 2005 г. в Осака, Япония, до 80 кг (финал срещу Алексей Леонов, Казахстан),
- 2009 г. в Санкт Петербург, Русия, над 80 кг (финал срещу Норичика Цукамото, Япония),
- 2013 г. във Вилнюс, Литва, над 80 кг (финал срещу Лукас Кубилиус, Литва),

както и многократен носител на европейски шампионски титли:
- 1-во място, 2001 г. в Испания, до 80 кг
- 2-ро място, 2003 г. в Литва, до 80 кг
- 1-во място, 2005 г. в Дания, до 90 кг
- 1-во място, 2006 г. в Унгария, до 90 кг
- 1-во място, 2007 г. в Литва, до 90 кг
- 1-во място, 2008 г. в България, до 90 кг
- 1-во място, 2009 г. в Украйна, над 90 кг
- 1-во място, 2010 г. в Испания, до 90 кг
- 1-во място, 2011 г. в Литва, до 90 кг
- 1-во място, 2012 г. в Белгия, до 90 кг
- 1-во място, 2013 г. в Швейцария, до 90 кг
- 1-во място, 2014 г. в Азербайджан, до 90 кг
- 1-во място, 2015 г. в Полша над 90 кг.
- 1-во място, 2016 г. в Грузия над 85 кг.
- 3-то място, 2017 г. в Дания над 90 кг.
- 1-во място, 2018 г. в Полша над 85 кг.
- 1-во място, 2019 г. в Литва до 85 кг.
- 1-во място,2021 г. в Грузия до 85 кг.
- 1-во място,2022 г. в Полша до 85 кг.
- 1-во място,2023 г. в Швеция до 85 кг.

Участва в пет световни първенства отворена (абсолютна) категория:
- 4-то място на 8-ия световен шампионат, 2003 г. в Япония (загуба срещу Осака от Япония, къса коленни връзки)
- 3-то място на 9-ия световен шампионат, 2007 г. в Япония (много спорна загуба на полуфинал срещу шампиона Такаюки Цукагоши от Япония, победа на малък финал срещу Роман Нестеренко от Русия, печели приз за най-техничен състезател)
- Топ 16 на 10-ия световен шампионат, 2011 г. в Япония (загуба на дъски срещу Юджи Шимамото от Япония)
- Топ 16 на 11-ия световен шампионат, 2015 г. в Япония (загуба срещу Шота Маеда от Япония в 5-и кръг)
- 4-то място на 12-ия световен шампионат, 2019 г. в Япония (загуба на полуфинал срещу Мачей Мазур от Полша и загува в малък финал от Дайки Като – Япония. И в двете срещи съдийското решение хвърля публиката в недоумение)
- 2-ро място на 13-ия световен шампионат, 2023 г. в Япония

Освен осемнадесетте европейски титли (изброени горе) в шампионата по категории, Валери Димитров печели и четири (4) пъти европейски шампионат в абсолютна категория (без категории)
- 2002 г. Будапеща, Унгария,
- 2012 г. Килце, Полша
- 2014 г. Каунас, Литва
- 2018 г. Будапеща, Унгария